# Asturias, Patria querida
Asturias, Patria querida est l'hymne officiel de la Principauté des Asturies, au terme de la loi de janvier 1984. Il s'agit d'une chanson populaire, qui est arrangée pour qu'elle devienne un hymne.

## Paroles
| Version en espagnol                                                                                    | Version en asturien                                                                                       | Traduction | Version de la Révolte des Asturies de 1934 |
| --- | --- | --- | --- |
| Asturias, Patria querida, Asturias de mis amores; ¡quién estuviera en Asturias en todas las ocasiones! | Asturies, Patria querida, Asturies de mios amores; ¡Ai!, ¡quién tuviera n'Asturies en toes les ocasiones! | Asturies, chère Patrie, Asturies de mes amours Ah! Si seulement je pouvais être en Asturie tout le temps!                   | Asturias, tierra bravía, Asturias, de luchadores; no hay otra como mi Asturias para las revoluciones.                                                                                      |
| Tengo de subir al árbol, tengo de coger la flor, y dársela a mi morena que la ponga en el balcón,      | Tengo de subir al árbol, tengo de coyer la flor, y da-yla a la mio morena que la ponga nel balcón,        | Je me dois de monter à l'arbre je me dois de ramasser la fleur et la remettre à ma brune qui la dépose sur le balcon        | Tengo que bajar a Oviedo empuñando mi fusil y morirme disparando contra la guardia civil; contra la guardia civil y los cobardes de Asalto; tengo que bajar a Oviedo y morirme disparando. |
| Que la ponga en el balcón, que la deje de poner, tengo de subir al árbol y la flor he de coger.        | Que la ponga nel balcón, que la dexe de poner, tengo de subir al árbol y la flor tengo coyer.             | Qu'elle la mette sur le balcon, Qu'elle ne la mette pas, Je me dois de monter à l'arbre et de ramasser la fleur je me dois. | Los obreros, en Asturias, demostraron su heroísmo venciendo a la clerigalla y al feroz capitalismo                                                                                         |
| | | | Los de Lerroux y la CEDA son los verdugos de España, los que roban las conquistas del obrero que trabaja.                                                                                  |
| Note du traducteur                                                                                     | 1. | 1. | 1. |